# Czesław Sadowski (malarz)
Czesław Sadowski (ur. 9 lipca 1902 w Białymstoku, zm. 8 czerwca 1959 w Łodzi) – polski malarz.
Znane były jego pejzaż, portrety, martwe natury, a także malarstwo abstrakcyjne. Malował też karykatury i monotypie, które wystawił krótko przed śmiercią. Pozostało też kilka portretów żony artysty, Stefani z Kotkowiaków Sadowskiej.

## Życiorys
W Białymstoku po ukończeniu szkoły pracował jako nauczyciel rysunków. Za namową Józefa Rapackiego Sadowski wstąpił do Warszawskiej Szkoły Sztuk Pięknych, w której kształcił się pod kierownictwem prof. Karola Tichego.
W latach 1929–1931 przebywał w Paryżu na stypendium ufundowanym przez magistrat białostocki. Po powrocie pracował jako nauczyciel w Białymstoku w Gimnazjum im. Henryka Sienkiewicza (1934–1937). Współtworzył Grupę Plastyków Białostockich Forma – Farba – Faktura, do której należeli również: Nachum Edelman, Bencjon Rabinowicz, Michał Duniec i Ichiel Tynowicki. W 1938 pracował we Lwowie jako rysownik w Dzienniku Polskim. Po wojnie osiedlił się w Łodzi. Pracował tam twórczo i społecznie. Był wiceprzewodniczącym Komisji Kultury Rady Narodowej miasta Łodzi. Był członkiem łódzkiej grupy artystycznej Piąte Koło zrzeszającej malarzy i poetów.
Był członkiem Związku Polskich Artystów Plastyków.
Wystawiał swoje prace w Białymstoku, w Zachęcie, oraz w Łodzi na wystawach zbiorowych i indywidualnych. Obrazy jego znajdują się w Muzeum Sztuki w Łodzi i Muzeum Historycznym w Białymstoku oraz w kolekcjach prywatnych. 
Mieszkał przed II wojną światową w Białymstoku, przy ul. Wiktorii 9.